# 세카이계
세카이계(일본어: セカイ系)란 애니메이션, 만화, 게임, 라이트 노벨등 일본의 서브컬처 분야에 등장하는 작품 분류중 하나이다. 세카이계라는 단어는 명확히 정의되지 않은 채 주로 인터넷 상을 통해 널리 퍼져 사용되는 단어로 정의하는 방법은 여러 가지 이견이 있다. 사회학, 현대문학론, 서브컬처론 등 여러 곳에서 언급되고 있기도 하다.

## 최초의 출현과 초기의 용법
세카이계라는 단어의 첫 등장은 2002년 10월말 즈음으로 인터넷 웹사이트 '푸뤼니에 북마크(ぷるにえブックマーク)'에서 나온 것으로 여겨지며 당시엔 서브컬처계 작품군을 비난, 비판하기 위한 단어였다. 주인공만의 이야기가 격렬히 묘사되고 자신만의 생각을 세계라 과장하고 싶은 경향의 내용이 들어있는 것이 그 특징으로 이에 따라 “에바 같다”라고 표현되기도 하면서 이 세카이계 장르라는 말이 붙은 작품들은 애니메이션 《신세기 에반게리온》이 강하게 영향을 받았다고 하며 “포스트 에반게리온 증후군” 작품이라 불리기도 했다. 이 세카이계라는 말은 2003년 전반기에 유행했다고 추측되며, 후에, 이 시기에 세카이계라는 말이 어떻게 쓰였는지 검증한 마에지마 사토시는 세카이계의 정의를 “신세기 에반게리온의 영향을 받아 90년대 후반부터 00년대에 제작된, 거대 로봇이나 전투 미소녀, 탐정이 등장하는 오타쿠 문화와 매우 가까운 작품군으로 젊은이 (특히 남성)의 자의식을 묘사하는 작품”이라 총괄했다.

## 아즈마 히로키 등의 의한 정의에 따른 세카이계
인터넷 상에만 쓰였던 세카이계라는 말이 출판물에 나타나기 시작한 것으로 2004년 즈음으로 알려져 있으며 그 후엔 인터넷 상 외에도 여러 곳에서 세카이계에 대한 논의가 진행되게 된다. 그 당시 세카이계에 대한 책으로 잘 알려진 《파상언론 미소녀 게임의 임계점(波状言論 美少女ゲームの臨界点)》에 따르면 세카이계란 “주인공(나)과 히로인(너)을 중심으로 한 작은 관계성(너와 나)의 문제가, 구체적인 중간 부분을 두지 않고, '세계의 위기', '이 세계의 마지막'과 같은 추상적이면서 중대한 문제에 직면하는 스토리를 묘사하는 작품군”이라고 한다. 대표작으로 신카이 마코토의 애니메이션 《별의 목소리》, 다카하시 신의 만화 《최종병기 그녀》, 아키야마 미즈히토의 소설 《이리야의 하늘, UFO의 여름》이 있다.
'세계의 위기'란 전 세계 혹은 우주 규모의 최후 전쟁이나, 외계인에 의한 지구 침공 등을 가리키며, '구체적인 중간 부분을 두지 않고'란 국가나 국제기관, 사회나 그에 관련된 사람들이 거의 묘사되는 일 없이, 주인공들의 행위나 위기감이 그대로 '세계의 위기'로 싱크로되어 묘사되는 것을 가리킨다. 세카이계의 도식에 등장하는 〈너와 나/사회 영역/세계의 위기〉 3개의 영역은, 각자 (벳차쿠 미노루가 사용한)〈근경/중경/원경(近景／中景／遠景)〉이나 (자크 라캉이 사용한)〈상상계/상징계/현실계(想像界／象徴界／現実界)라는 용어에 대응시켜 언급되기도 한다.
이러한 '방법적으로 사회 영역을 소거한 이야기'는 세카이계 작품의 하나의 특징으로 여겨지며, 사회 영역에 눈을 감고 경제나 역사 문제를 일체 묘사하지 않는 점 때문에, 세카이계 작품들은 자주 비판도 받았다. 즉, 이 시기에는 세카이계란 “자의식 과잉의 주인공이, 세계나 사회의 이미지를 생각하지 않은 채 사변적이고 직감적으로 '세계의 종말'과 연결시켜 버리는 듯한 상상력”으로 성립하고 있는 작품으로 취급되었다.
세카이계 작품에서는, 세계의 운명은 주로 히로인 소녀에게 맡겨진다. 〈전투를 숙명으로 삼은 미소녀(전투미소녀)와, 그녀를 지켜볼 수밖에 없는 무력한 소년〉이라는 캐릭터 배치도 세카이계의 공통된 구조이다. 세계의 위기와 평행하게, 이런 상처받은 소녀(='너')와 무력한 소년(='나')의 연애가 학원 러브 코미디로 그려지는 경우도 많아, 〈'너와 나'계(きみとぼく系)〉로 불리기도 했다. 게다가, 극단적으로 “세카이계란 '학원 러브 코미디'와 '거대 로봇 SF'의 안이(하기 때문에 강력)한 합체이며, 즉 애니메이션과 게임의 2대 인기 장르를 조합해 마음껏 순도를 올린 듯한 작품이다”라고 설명되기도 하는 등, 극소화된 '너와 나'의 순애 세계와 과대 망상적인 '세계의 위기'가 싱크로되어 이야기가 진행되는 기묘함이 세카이계의 특징으로 되어 있다.
이렇게 변화된 세카이계의 용법에 대해서도, 《신세기 에반게리온》의 강한 영향이 있었다고 보는 견해는 지속되고 있지만, 한편으로는 '너와 나의 세계'+'세계의 파멸'이라는 구조는 갸루게·에로게 특유의 방법으로 나타났다고 보는 견해도 제기되고 있다.
이러한 세카이계 작품들은, 앞에서 설명한 것처럼 사회 영역을 묘사하지 않는 점에 대해 계속 비판당하고 있다. 코발트 문고의 간판 작가였던 쿠미 사오리는 세카이계 작품에 대해, 소년이 싸우지 않고 그것을 소녀에게 위임하고, 그 소녀에게 사랑받고 최후에는 소녀를 잃는다는 줄거리는 '자기 본위의 기회주의이자, 비겁한 책임 회피'에 불과하다고 했으며, 평론가 우노 쓰네히로는 '모성적인 승인에 얽매여 스스로의 선택조차도 자각하지 못하고 사고를 정지한' 것에 불과하다고 단정했다.

## 그 외의 용법
세카이계라는 말은 명확한 정의를 가지지 못한 채로 인터넷에서 활자 매체로 퍼진 결과, 정의나 용법에 다양한 변형이 있다. 예를 들어 작가이자 평론가인 카사이 키요시는 앞의 아즈마 히로키 등의 정의를 이용해 세카이계에 대해서 논하고 있었지만, 세카이계의 특징으로 한 "방법적으로 사회 영역을 삭제한 이야기"를 세카이계의 정의로 사용하여 세카이계의 범위를 넓혔다

## 마에지마 사토시에 따른 총괄
마에지마 사토시는 《세카이계란 무엇인가 포스트·에바의 오타쿠사》에서 이 〈세카이계〉를 둘러싼 1990년대부터 2000년대 (제로년대) 에 걸친 평론들을 검증해 이를 총괄했다. 마에지마에 따르면 이야기를 파탄시키고 자의식이라는 테마를 전개시키려던 《에반게리온》(의 후반부)의 영향을 받은 작품으로 "자신의 장르의 허구성, 저렴함을 명확히 하고 진지한 이야기를 말하려 한" 작품이 지금까지의 세카이계라고 한 것이 아닌가라 하였다.
또한, 세카이계라고 이름을 붙인 원인에 대해서는 대략적으로 〈루프물〉〈세카이계로의 자기언급적 응답 작품〉이라는 두가지 해석을 내놓으며 전자의 경우는 게임과의 친화성, 후자의 경우는 종래의 서브컬쳐에서 희박했던 비평적 역할을 맡은 작품이라 하고 있다. 그리고, "세카이계라는 운동, 혹은 중력은, 2010년대를 맞은 현재 거의 소멸했다고 해도 좋지"만 "현대학원이능"이라고 하며 "공기계"라하는 형식으로 계승되고 있다고 하였다.

## 같이 보기
- 일본 SF

## 참고 문헌
- 前島賢 『セカイ系とは何か ポスト・エヴァのオタク史』 ソフトバンク新書（2010年）(마에지마 사토시, 《세카이계란 무엇인가――포스트 에바의 오타쿠사》, 소프트뱅크 신서(2010년))
- 東浩紀編 『コンテンツの思想』青土社 （2007年）(아즈마 히로키 편, 《콘텐츠의 사상》, 세이도샤(2007년))
- 東浩紀『ゲーム的リアリズムの誕生　動物化するポストモダン２』講談社現代新書（2007年）(아즈마 히로키 《게임적 리얼리즘의 탄생――동물화하는 포스트모던 2》, 고단샤 현대신서(2007년))
- 笠井潔『探偵小説は「セカイ」と遭遇した』南雲堂（2008年）(가사이 기요시, 《탐정소설은 〈세카이〉와 조우했다》, 남운당(2008년))
- 限界小説研究会編『社会は存在しない――セカイ系文化論』南雲堂（2009年）(한계소설 연구회 편, 《사회는 존재하지 않는다――세카이계 문학론》, 남운당(2009년))
- 宇野常寛『ゼロ年代の想像力』早川書房（2008年）(우노 쓰네히로, 《제로년대의 상상력》, 하야카와 쇼보(2008년))

1. ↑  마에지마 사토시(前島賢), 《세카이계란 무엇인가(セカイ系とは何か)》, 소프트뱅크 신서(ソフトバンク新書) 125, 2010년, 27쪽.
2. ↑  마에지마 사토시, 동서 28쪽
3. ↑  마에지마 사토시, 동서 27쪽
4. ↑  마에지마 사토시, 동서 28-29쪽에 인용된 웹사이트 '감성개발위원회(惑星開発委員会)'의 정의를 참조
5. ↑  사토 마나카(佐藤心), 〈《이리야의 하늘》, 숭고함을 둘러싸고(『イリヤの空』、崇高をめぐって)〉, 《사회는 존재하지 않는다――세카이계 문학론(社会は存在しない　セカイ系文化論)》, 남운당(南雲堂), 2009년, 121쪽.
6. ↑  마에지마 사토시, 동서 137쪽.
7. ↑  마에지마 사토시, 동서 129-130쪽.
8. ↑  마에지마 사토시, 동서 141-142쪽에서 모토나가 마사키(元長征木)가 가장 최초였다고 언급했다.
9. ↑  아즈마 히로키 외, 《파상언론 미소녀 게임의 임계점(波状言論 美少女ゲームの臨界点)》(2004년)의 편집부 주석에 따름, 이와 같은 작품들은 아즈마의 저작에서 계속 언급되고 있는데, 예를 들면, 《게임적 리얼리즘의 탄생(ゲーム的リアリズムの誕生}》, 2007년, 고단샤 <고단샤 현대신서(講談社現代新書)>, 96-97쪽 등.
10. ↑  아사바 미치아키(浅羽 通明), 《우익과 좌익(右翼と左翼)》, 겐토샤(幻冬舎), 2006년, 199쪽. ISBN 978-4-344-98000-6.
11. ↑  사이토 다마키(斎藤 環), 《문학의 단층――세카이·진재·캐릭터(文学の断層 セカイ・震災・キャラクター)》, 아사히 신문 출판(朝日新聞出版), 2008년, 149쪽. ISBN 978-4-02-250408-1.
12. ↑  가사이 기요시, 〈사회영역의 소실과 '세카이'의 구조(社会領域の消失と「セカイ」の構造〉, 《탐정소설은 〈세카이〉와 조우했다(探偵小説は「セカイ」と遭遇した)》, 남운당, 2008년. 52-53쪽.
13. ↑  마에다 루이(前田 塁), 《비약의 논리(飛躍の論理)》, 〈문학계(文學界)〉 2005년 3월호.
14. ↑  모리나가 마사키(元長 柾木), 《퍼블릭 에너미 넘버 원(パブリック・エナミー・ナンバーワン)》, 고단샤 MOOK 《파우스트》 제5호, 고단샤, 2005년, 222쪽.
15. ↑  아즈마 히로키, 《유예의 세카이를 넘어(猶予のセカイを超えて)》 전편, 〈파상언론(波状言論)〉 21호, 2005년.
16. ↑  가사이 기요시, 〈위사의 상상력과 '리얼'의 변용(偽史の想像力と「リアル」の変容)〉, 《탐정소설은 〈세카이〉와 조우했다(探偵小説は「セカイ」と遭遇した)》, 47-48쪽.
17. ↑  사사키 아츠시, 《〈너〉와 〈나〉의 무너진 〈세카이/세계〉는 〈밀실〉이 되고 있어?(「きみ」と「ぼく」の壊れた「世界/セカイ」は「密室」でできている？)》(〈총특집 니시오 이신(総特集 西尾維新))〉, 《유레카(ユリイカ)》 9월 임시 증간호, 세이도샤(青土社), 2004년, 159쪽.).
18. ↑  아사바 미치아키, 동서 동항.
19. ↑  가사이 기요시, 동서 47-48쪽.
20. ↑  아즈마 히로키, 〈파상언론(波状言論)〉 10-a호 카도노 코우헤이(上遠野浩平) 인터뷰 〈부기팝의 저편에 보였던 것(ブギーポップの彼方に視えたもの)〉 후편, 2004년.
21. ↑  《치짱은 유구의 저편(ちーちゃんは悠久の向こう)》(아키라(日日日) 저, 신후샤 문고(新風者文庫), 2005년)에 수록된 쿠미 사오리의 해설에서.
22. ↑  우노 쓰네히로(宇野 常寛), 《제로년대의 상상력(ゼロ年代の想像力)》, 하야카와 쇼보(早川書房), 2008년, 86쪽.
23. ↑  가사이 기요시, 〈전투미소녀와 ily a(戦闘美少女とily a)〉, 동서 60쪽에서 〈근년의 애니메이션이나 만화, 게임에서 볼 수 있는, 사회 영역의 묘사에 부족함이 보이고 자폐적인 인상의, '너와 나'의 연애 드라마는 '세카이계'라고 불리고 있다〉고 했다.
24. ↑  前島賢 前掲書125、2010年
25. ↑  前島賢 前掲書p.173
26. ↑  前島賢 前掲書p.151
27. ↑  前島賢 前掲書pp.219-220など
28. ↑  『灼眼のシャナ』、『スプリガン』のように、平凡な学園生活（日常）と並行して異能による戦闘（非日常）が進行する、主にライトノベルを原作とする作品群。
29. ↑  前島賢 前掲書pp.227-235